# Koptska katolička Crkva
Koptska katolička Crkva je Crkva aleksandrijskog obreda koja priznaje papu kao vrhovnog glavara. Nastala je kroz raskolom od Koptske Crkve. Sjedište patrijaršije je u Kairu, no najveći broj katoličkih Kopta se nalazi u gornjem Egiptu.

## Povijest
Na vijeću u Firenci, 4. veljače 1442., koptska delegacija potpisuje Cantate Domino ('Pjevajte Gospodu'), dokument kojim priznaju formalno jedinstvo s Katoličkom Crkvom i rimskim biskupom. No, u Egiptu dokument nije imao puno učinka. 1600., katolički misionari, prije svega franjevci, počinju dolaziti do Kopta. 1630. godine osniva se misija Kapucinskog reda u Kairu. 1675. također dolaze i isusovci 1713., koptski patrijarh Aleksandrije ponovno odlazi u Rim, ali kao i 1442., bez puno učinka.
Sveta Stolica formalno uspostavlja patrijaršiju za koptske katolike 1824. godine, a 1829. Osmansko carstvo dopušta Koptskoj katoličkoj Crkvi gradnju vjerskih objekata. Papa Lav XIII., zbog velikog broja vjernika, 1895. ponovno uspostavlja patrijaršiju, te 1899. ustoličava biskupa Ćirila Makariosa kao patrijarha aleksandrijskih Kopta, uzimajući ime Ćiril II. Nakon abdikacije Ćirila II. 1908., pozicija patrijarha ostaje prazna do 1947.

## Vjerske družbe
Iako Koptska katolička Crkva nema samostane, umjesto njih ima redovničke družbe, kao što su tri ženske zajednice: Sestre Presvetog Srca Isusova, Koptske sestare Isusa i Marije te Provincija Malih sestara Isusa.

## Naobrazba i zdravstvo
Većina kandidata za svećenike se obučavaju u Patrijarhalnom sjemeništu sv. Lava, u predgrađu Kaira. Više od 100 koptskih župa upravljaju osnovnim školama, a neke imaju i srednje škole. Crkva održava bolnicu, brojne ambulante i klinike, te nekoliko sirotišta.

## Vanjske poveznice
- Službene stranice